# Tomopisthes pusillus
Tomopisthes pusillus là một loài nhện trong họ Anyphaenidae.
Loài này thuộc chi Tomopisthes. Tomopisthes pusillus được Hercule Nicolet miêu tả năm 1849.